# حشو البلاط
معجونة حشو البلاط(مرادفات) هو مادة البناء المستخدمة لتضمين حديد التسليح في جدران البناء، وربط أجزاء من الخرسانة مسبقة الصب، وفراغات التعبئة، وختم المفاصل (مثل تلك التي بين البلاط). ويتكون هذا الحقين عموما من خليط من الماء والاسمنت والرمل، وغالبا صبغة ذات لون، وأحيانا الحصى (إذا كان يُستخدم لملء الفتحات في كتل الاسمنت). له تطبيقات كثيرة له لأنه مستحلب سميك ويتصلب بمرور الوقت. الأصناف الرئيسة في الترويب تشمل: البلاط (ذو الأساس الأسمنتي أو الإيبوكسي)، ترويب الأرضيات، ترويب الراتنج، والترويب الهيكلي.

## مردفات
مرادفات: الأسمنت السائل أو المائع أو الحَقِين أو حشوة المونة أو المونة السائلة أو الروبة الأسمنتية أو المونة الإسمنتية المائعة